# Niko Hämäläinen
Pour les articles homonymes, voir Hämäläinen.
Nicholas Hämäläinen, dit Niko Hämäläinen, né le 5 mars 1997 à West Palm Beach en Floride, aux États-Unis, est un footballeur international finlandais qui joue au poste d'arrière gauche.

## Biographie

### En club

#### Jeunesse
Né à West Palm Beach en Floride, aux États-Unis, d'un père finlandais, Timo Hämäläinen, et d'une mère américaine, Niko Hämäläinen est formé au FC Dallas avant de rejoindre les Queens Park Rangers en 2014.

#### Prêt au Dagenham & Redbridge FC
Le 6 août 2015, Hämäläinen signe un accord de prêt au Dagenham & Redbridge FC jusqu'au 5 septembre suivant. Hämäläinen fait ses débuts professionnels le 12 août, lors d'une défaite 1 à 4 contre le Charlton Athletic en Coupe de la Ligue. Il est titulaire lors de cette rencontre et est remplacé par Ashley Hemmings à la 58e minute. Son prêt est prolongé en septembre 2015 pour un mois supplémentaire. 

#### Retour chez les Queens Park Rangers
Il fait ses débuts en championnat pour les Queens Park Rangers en tant que remplaçant de Joel Lynch lors d'une victoire 2-1 contre le Fulham FC, son rival londonien, le 1er octobre 2016. Il fait sa première apparition en tant que titulaire le 22 octobre suivant lors d'un match contre Sheffield Wednesday. 

#### Prêt au Los Angeles FC
Le 25 février 2019, Hämäläinen part pour le Los Angeles FC, club de Major League Soccer pour un prêt de six mois. Avant sa signature, Jordan Harvey est le seul arrière gauche de profession au sein du LAFC[réf. nécessaire]. Après l'annonce de sa signature, le directeur général John Thorrington déclare : « Niko a un brillant avenir devant lui et nous sommes impatients de poursuivre son développement professionnel au LAFC... Je suis convaincu qu'il s'avérera être un ajout précieux au groupe ».  Il fait ses débuts en rentrant à la 81e minute et délivre une passe décisive dans le temps additionnel lors d'une victoire 2-1 contre le Real Salt Lake.

#### Prêt au Kilmarnock FC
Le 20 août 2019, Niko Hämäläinen rejoint le club écossais du Kilmarnock FC sous forme de prêt d'une saison. Sa décision de partir en Écosse a été influencée par son compatriote Glen Kamara, qui jouant pour les Rangers, et Lee Wallace, un coéquipier de Hämäläinen à Queens Park Rangers, ayant lui-même rejoint les Rangers en juin 2019. Il joue son premier match pour Kilmarnock le 24 août 2019, en étant titularisé lors d'une rencontre de championnat face à l'Aberdeen FC (0-0). Le 5 octobre 2019 il délivre sa première passe décisive, sur le but de Chris Burke face à Heart of Midlothian en championnat, un but important puisqu'il permet à son équipe de s'imposer (0-1). S'imposant comme un titulaire au Kilmarnock FC, Hämäläinen est auteur de prestations convaincantes, récompensées par deux nominations dans l'équipe type du de la semaine.

### En équipe nationale
Avec les moins de 18 ans, il inscrit un but contre la Grèce en mars 2015 (match nul 1-1). Il compte deux sélections avec l'équipe de Finlande des moins de 19 ans, toutes les deux obtenues en 2019. Avec les espoirs, il dispute neuf rencontres rentrant dans le cadre des éliminatoires de l'Euro espoirs 2019. Il officie comme capitaine des espoirs lors d'une rencontre amicale face aux Pays-Bas.
Le 8 janvier 2019, il figure pour la première fois sur le banc des remplaçants de l'équipe nationale A, mais sans entrer en jeu, lors d'une rencontre amicale face à la Suède (victoire 0-1). Niko Hämäläinen honore finalement sa première sélection avec l'équipe nationale de Finlande trois jours plus tard, lors d'une défaite face à l'Estonie. Il est titulaire ce jour-là et son équipe s'incline sur le score de deux buts à un.
Il est par la suite membre des vingt-six joueurs sélectionnés par Markku Kanerva pour disputer l'Euro 2020, première compétition internationale officielle de l'histoire pour les Finlandais. Malheureusement pour lui, il ne disputera aucun des matchs du tournoi face au Danemark, la Russie et la Belgique. Les Finlandais sont éliminés dès la phase de groupes.

### Vie personnelle
Niko Hämäläinen naît et grandit aux États-Unis. Il possède des origines afro-américaines et son père Timo Hämäläinen est un ancien footballeur finlandais qui a rejoint la Floride en 1983.

## Statistiques
| Saison                | Club                           | Championnat           | Championnat | Championnat | Championnat | Coupe nationale | Coupe nationale | Coupe nationale | Coupe de la Ligue | Coupe de la Ligue | Coupe de la Ligue | Supercoupe | Supercoupe | Supercoupe | Compétition(s) continentale(s) | Compétition(s) continentale(s) | Compétition(s) continentale(s) | Compétition(s) continentale(s) | Total | Total | Total |
| Saison                | Club                           | Division              | M.          | B.          | P.d.        | M.              | B.              | P.d.            | M.                | B.                | P.d.              | M.         | B.         | P.d.       | Comp.                          | M.                             | B.                             | P.d.                           | M.    | B.    | P.d.  |
| 2016-2017             | Queens Park Rangers FC         | Championship          | 3           | 0           | 0           | -               | -               | -               | 1                 | 0                 | 0                 | -          | -          | -          | -                              | -                              | -                              | -                              | 4     | 0     | 0     |
| 2018-2019             | Queens Park Rangers FC         | Championship          | -           | -           | -           | -               | -               | -               | 2                 | 0                 | 0                 | -          | -          | -          | -                              | -                              | -                              | -                              | 2     | 0     | 0     |
| 2020-2021             | Queens Park Rangers FC         | Championship          | 22          | 0           | 0           | 1               | 0               | 0               | -                 | -                 | -                 | -          | -          | -          | -                              | -                              | -                              | -                              | 23    | 0     | 0     |
| 2022-2023             | Queens Park Rangers FC         | Championship          | 2           | 0           | -           | -               | -               | -               | 1                 | 0                 | 0                 | -          | -          | -          | -                              | -                              | -                              | -                              | 3     | 0     | 0     |
| Sous-total            | Sous-total                     | Sous-total            | 27          | 0           | 0           | 1               | 0               | 0               | 4                 | 0                 | 0                 | 0          | 0          | 0          | -                              | 0                              | 0                              | 0                              | 32    | 0     | 0     |
| 2015-2016             | Dagenham & Redbridge FC (prêt) | League Two            | 1           | 0           | 0           | -               | -               | -               | 1                 | 0                 | 0                 | -          | -          | -          | -                              | -                              | -                              | -                              | 2     | 0     | 0     |
| 2019                  | Los Angeles FC (prêt)          | MLS                   | 3           | 0           | 0           | -               | -               | -               | -                 | -                 | -                 | -          | -          | -          | -                              | -                              | -                              | -                              | 3     | 0     | 0     |
| 2019-2020             | Kilmarnock FC (prêt)           | Premiership           | 28          | 0           | 1           | 3               | 0               | 0               | 1                 | 0                 | 0                 | -          | -          | -          | -                              | -                              | -                              | -                              | 32    | 0     | 1     |
| 2021                  | Galaxy de Los Angeles (prêt)   | MLS                   | 14          | 0           | 0           | -               | -               | -               | -                 | -                 | -                 | -          | -          | -          | -                              | -                              | -                              | -                              | 14    | 0     | 0     |
| 2022                  | Botafogo FR (prêt)             | Série A               | -           | -           | -           | 1               | 0               | 0               | -                 | -                 | -                 | -          | -          | -          | -                              | -                              | -                              | -                              | 1     | 0     | 0     |
| 2022-2023             | RWD Molenbeek (prêt)           | Challenger Pro League | -           | -           | -           | -               | -               | -               | -                 | -                 | -                 | -          | -          | -          | -                              | -                              | -                              | -                              | 0     | 0     | 0     |
| Sous-total            | Sous-total                     | Sous-total            | 46          | 0           | 1           | 4               | 0               | 0               | 2                 | 0                 | 0                 | -          | -          | -          | -                              | -                              | -                              | -                              | 52    | 0     | 1     |
| Total sur la carrière | Total sur la carrière          | Total sur la carrière | 73          | 0           | 1           | 5               | 0               | 0               | 6                 | 0                 | 0                 | -          | -          | -          | -                              | -                              | -                              | -                              | 84    | 0     | 1     |